# Praprotno Brdo
Praprotno Brdo – wieś w Słowenii, w gminie Logatec. W 2018 roku liczyła 62 mieszkańców.